# Hans Joas
Hans Joas (Múnich, 27 de noviembre de 1948), es un sociólogo alemán.
Catedrático de Sociología, es desde el año 2000 miembro del Committee on Social Thought de la Universidad de Chicago. De 2002 a 2011 fue director del Max-Weber-Kolleg para estudios culturales y sociales de la Universidad de Erfurt, y desde 2011 es Permanent Fellow en el Freiburg Institute for Advanced Studies (FRIAS), School of History, de la Universidad de Friburgo. 
De 2006 a 2010 fue vicepresidente de la Asociación Internacional de Sociología.

## Obras
- Joas, Hans (2015). Do We Need Religion?: On the Experience of Self-transcendence (en inglés). Routledge. ISBN 9781317260998.

- Joas, Hans (2014). Faith as an Option: Possible Futures for Christianity (en inglés). Stanford University Press. ISBN 9780804792783.[1]

- War in Social Thought: Hobbes to the Present, Princeton: Princeton University Press 2013 (con Wolfgang Knöbl)[2][3][4]

- The Sacredness of the Person: A New Genealogy of Human Rights, Washington: Georgetown University Press 2013.[5][6]

- Bellah, Robert N.; Joas, Hans (2012). The Axial Age and Its Consequences (en inglés). Harvard University Press. ISBN 9780674070448.[7]

- Joas, Hans; Wiegandt, Klaus (2009). Secularization and the World Religions (en inglés). Liverpool University Press. ISBN 9781846311888.

- Interdisciplinarity as a Process of Learning: Experiences with an Action Theoretic Program of Research. Gottingen: Wallstein. 2005. (con Hans G. Kippenberg)

- Do Human Beings Need Religion?, Freiburg: Herder. 2004.

- Social Theory: Twenty Introductory Lectures, Frankfurt: Suhrkamp. 2004.[8][9]

- The Dialogical Turn: New Roles for Sociology in the Postdisciplinary Age, Rowman and Littlefield. 2004 (con Charles Camic)[10]

- War and Modernity: Studies in the History of Violence in the 20th Century, Polity Press. 2003.[11]

- The Genesis of Values, Chicago: University of Chicago Press, 2001.[12]

- Philosophy of Democracy, Frankfurt: Suhrkamp, 2000.

- G.H. Mead: A Contemporary Reexamination of his Thought. Cambridge, MA: MIT Press. 1997.[13][14][15][16]

- The Creativity of Action, Chicago: University of Chicago Press. 1997.[17][18][19]

- Pragmatism and Social Theory, Chicago: University of Chicago Press. 1993.[20][21]
- Honneth, Axel; Joas, Hans (1988). Social Action and Human Nature (en inglés). CUP Archive. ISBN 9780521339353.[22]
- Honneth, Axel; Joas, Hans (1991). Communicative Action: Essays on Jürgen Habermas's The Theory of Communicative Action (en inglés). MIT Press. ISBN 9780262081962.[23][24]

Ediciones en español
- Teoría social: veinte lecciones introductorias. Ediciones Akal. 2016. ISBN 978-84-460-4284-6.
- La creatividad de la acción. Centro de Investigaciones Sociológicas. 2013. ISBN 978-84-7476-625-7.
- Guerra y modernidad: estudios sobre la historia de la violencia en el siglo XX. Ediciones Paidós Ibérica. 2005. ISBN 978-84-493-1725-5.[25]
- El pragmatismo y la teoría de la sociedad. Centro de Investigaciones Sociológicas. 1998. ISBN 978-84-7476-264-8.[26]